# 小行星7175
小行星7175（英語：7175）是一颗围绕太阳公转的小行星。1988年10月11日，茲丹卡·瓦弗洛娃在克列特发现了此天体。
这颗小行星的绝对星等为152.56125等。